# Bad Aibling Station

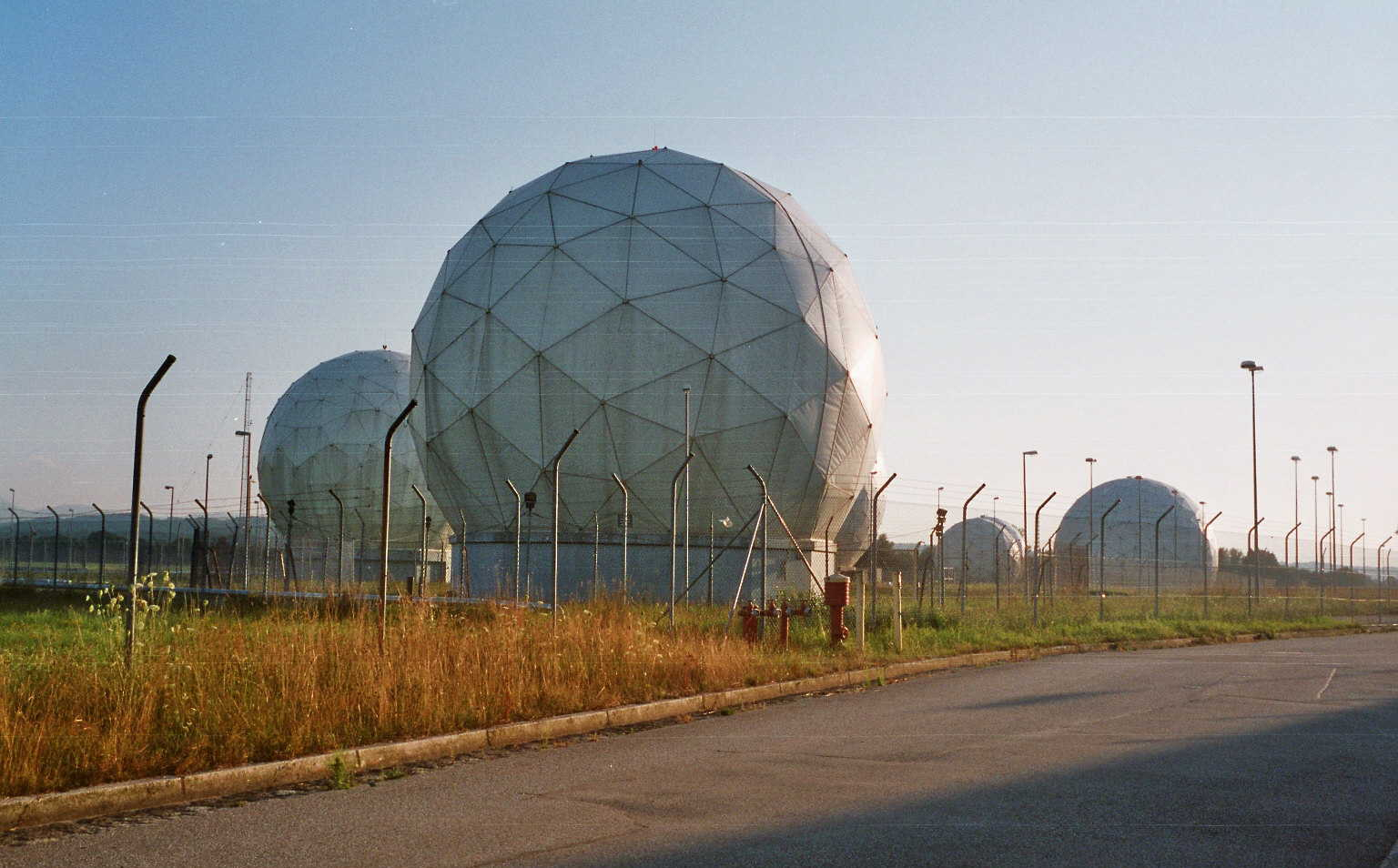
Radome der Bad Aibling Station

Bad Aibling Station (BAS) war eine große Abhörbasis des US-amerikanischen Nachrichtendienstes NSA in Bad Aibling bei Rosenheim und Teil des Echelon-Systems. Die Einrichtung wurde 2004 geschlossen und hatte 1800 Mitarbeiter. Die Radome und die dazu gehörenden technischen Einrichtungen sind nunmehr eine Liegenschaft der BND-Außenstelle Bad Aibling. Seit 2016 haben deutsche und US-Geheimdienste damit ihre Zusammenarbeit in der Abhöreinrichtung wieder aufgenommen. Die Anlage gilt als zentral für die Überwachung von Krisenländern wie Afghanistan, Syrien, Irak und Libyen.

## Geschichte
Nach dem Zweiten Weltkrieg besetzten US-Truppen den Fliegerhorst Bad Aibling, eine Schulflugbasis, die im Zuge der Aufrüstung der Wehrmacht ab 1936 als Militärflugplatz für die Luftwaffe auf dem Gelände eines Sportflugplatzes in Bad Aibling-Mietraching errichtet worden war. Airfield R.86, so seine neue Bezeichnung, wurde von der US-Militärregierung zunächst als Lager für Kriegsgefangene (PWE 26) eingerichtet. Dort sollen sich Günter Grass und Joseph Ratzinger als Gefangene begegnet sein. 1946 wurde das Kriegsgefangenenlager aufgelöst und durch ein DP-Lager für ehemalige jugoslawische Kriegsgefangene ersetzt. Ab dem Winter 1948/49 befand sich in den ehemaligen Kasernengebäuden des Fliegerhorsts schließlich ein DP-Lager für Kinder und Jugendliche, das IRO Children's Village Bad Aibling, welches 1951 geschlossen wurde.
Das Areal wurde 1952 von der US Army übernommen. Nachdem im Jahre 1955 auf Grund eines Viermächteabkommens die Neutralität der Republik Österreich beschlossen wurde, mussten die USA ihre dort installierten Lauschanlagen abbauen. Sie wurden nach Bad Aibling verlegt und in der Folge wurde die „Field Station 81“ während des Kalten Krieges nach und nach durch die United States Army Security Agency (ASA) zu einer zentralen Abhörstation der amerikanischen Auslandsnachrichtendienste ausgebaut.
Im Jahre 1971 übernahm die National Security Agency (NSA) das Kommando. Die Aktivitäten der ASA wurden gleichzeitig von allen drei deutschen Field Stations (Rothwesten, Bad Aibling und Herzogenaurach) nach Augsburg verlagert. Die Bad Aibling Station wurde Anfang der 1970er-Jahre zur Schwesterstation von Augsburg-Gablingen ausgebaut und war nach deren Schließung ab 1993 die größte US-Lauschstation in Deutschland, später die zweitgrößte Anlage in Europa nach Menwith Hill im Vereinigten Königreich.
Mindestens seit 1988 ist der BND in Bad Aibling präsent. 1994 übergab die NSA die Kontrolle über die Einrichtung an die United States Army Intelligence and Security Command (INSCOM), die militärische Nachrichtendienstbehörde der US Army. Am 30. Mai 2000 besuchte das Parlamentarische Kontrollgremium die Station.
Nach dem Ende des Kalten Krieges, dem Regierungswechsel in der Bundesrepublik Deutschland und einem Verfahren der Europäischen Union, die unter anderem in einem Sonderausschuss des Europäischen Parlaments der Anlage eine Aufgabe in der Wirtschaftsspionage zuschrieb, war zunächst vorgesehen, die Bad Aibling Station im Jahr 2002 zu schließen. Die Terroranschläge am 11. September 2001 waren Anlass, von diesen Plänen Abstand zu nehmen. Unmittelbar nach den Terroranschlägen wurden die Sicherheitsmaßnahmen an der Anlage, u. a. durch Installation von Panzersperren, stark ausgebaut.
Auf Grundlage eines Abkommens (Memorandum of Agreement) vom 28. April 2002 wurde eine gemeinsame Fernmeldeaufklärung von NSA und BND am bayerischen Standort vereinbart. Dieser Beschluss der rot-grünen Bundesregierung aus dem Jahr 2002 wurde 2013 öffentlich bekannt.
Im Rahmen von Umstrukturierungen der US-amerikanischen Nachrichtendienste zu Beginn des 21. Jahrhunderts wurde die Bad Aibling Station schließlich am 30. September 2004 endgültig geschlossen, das ausgedehnte Gelände wurde von den US-Nutzern an seinen Eigentümer, die Bundesrepublik Deutschland, übergeben. Soweit bekannt ist, wurden die Einheiten nach RAF Menwith Hill in Großbritannien, Darmstadt (Dagger Complex) und in die Türkei verlegt. Auf dem ehemaligen August-Euler-Flugplatz in Darmstadt bei Griesheim entstand im Frühjahr 2004 ein Abhörstützpunkt mit fünf Radomen.

## Einrichtungen (soweit bekannt)
- Verschiedene Abteilungen der NSA (Einzelheiten unbekannt)
- HOC 718th Military Intelligence Brigade (auch als „operations company“ bezeichnet)
- C COMPANY 66th Military Intelligence Group
- Air Force-402ND Intelligence Squadron
- 108th Military Intelligence Group (frühere Bezeichnung: 718th MI Group)
- Navy-NSGA (Naval Security Group Activity, „Lightning Fast Chicken Pluckers“)
- 18th USASAFS Field Station
- 312th ASA Battalion
- 320th ASA Battalion
  - Headquarters Company
  - 180th ASA Company
  - 181st ASA Company
  - 186st ASA Company
- 402nd Intelligence Squadron[19]
- British Royal Signals Detachment (UK)

## Bedeutung
Die Bad Aibling Station war eine wichtige Abhöreinrichtung des Echelon-Systems (RSOC, Regional SIGINT Operation Center),
in der zeitweise bis zu 1000 Mitarbeiter beschäftigt waren. Ihre Aufgaben bestanden in der Beschaffung von Informationen für amerikanische Bundesbehörden und andere, darunter auch britische Nachrichtendienste. Weltbekannt wurde die Lopez-Affäre, die durch Abhörmaßnahmen der Bad Aibling Station aufgeklärt wurde. Von der Station wurde sowjetischer Militärfunk abgehört. Dadurch konnten zum Beispiel wichtige Einschätzungen beim Putschversuch gegen Michail Gorbatschow im Jahre 1991 geliefert werden.
Nach offiziellen Angaben lagen die Aufgaben der Bad Aibling Station bei „Rapid Radio Relay and Secure Common, Support to DoD and Unified Commands, Medium and Longhand Common HF & Satellite, Communication Physics Research, Test and Evaluate Common Equipment“.
Einzelheiten sind nur bruchstückhaft bekannt. Es gibt jedoch Hinweise darauf, dass von der Bad Aibling Station aus vielfältige Telekommunikationskanäle einschließlich des Funk-, Fernsprech- und Internetverkehrs überwacht wurden. Insbesondere scheint die Kommunikation mit Satelliten, auch außerhalb des Intelsat-Systems, abgehört worden zu sein.
In der ehemaligen Mangfall-Kaserne der Bundeswehr ist die BND-Außenstelle Bad Aibling untergebracht, die auch Radome auf dem Gelände der ehemaligen Bad Aibling Station betreibt. Sie war von 2003 bis 2014 als „Fernmeldeweitverkehrsstelle der Bundeswehr“ legendiert. Hier bestanden auch ein Verbindungsbüro der NSA (SUSLAG). Die Zusammenarbeit von BND und NSA wurde als „Joint SIGINT Activity“ („JSA“) bezeichnet.
Nach der Übergabe der Anlage an den BND soll von dort aus die US-Operation Neptune Spear, die zur Auffindung und Tötung des Al-Qaida-Führers Osama bin Laden geführt hat, unterstützt worden sein.

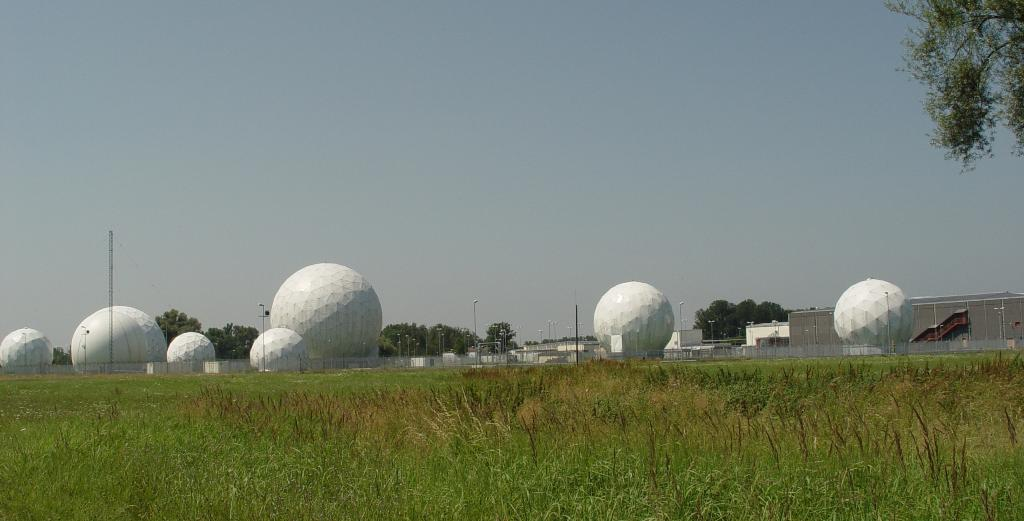
Field Station 81
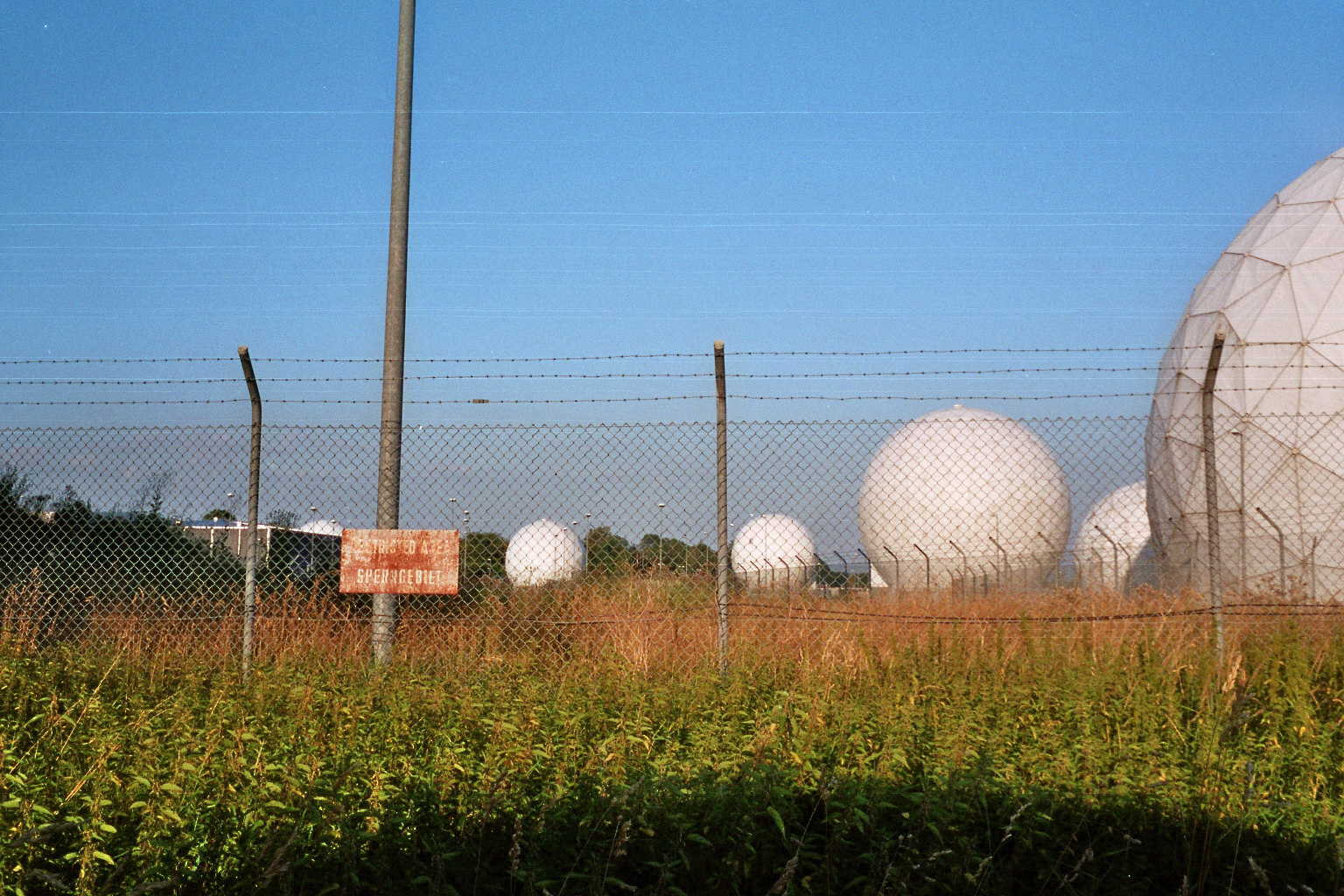
Radomfeld
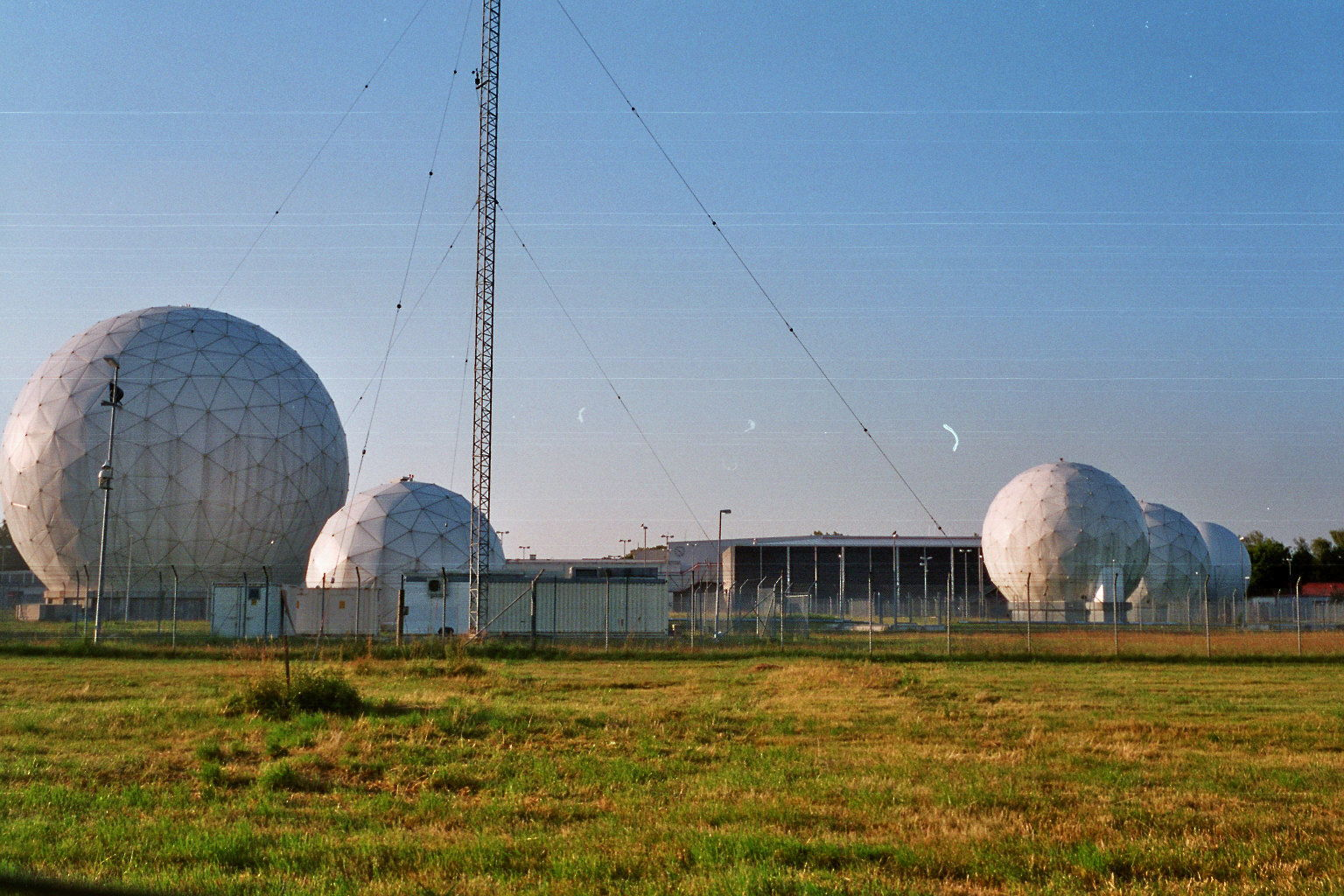
Radomfeld

## Zivile Nutzung
Nach einer Abschiedsparade mit ca. 25.000 Besuchern im April 2004 wurde die Kaserne am 30. September des Jahres von Oberst Susan Huggler, die zuletzt das Kommando innehatte, wieder an die Bundesrepublik Deutschland übergeben.
Nachdem man sich auf ein Konzept, das eine Mischnutzung aus Gewerbeeinheiten, Wellness, Freizeit, Wohnbebauung und sozialen Dienstleistungen beinhaltet, geeinigt hatte, wurde etwa die Hälfte des 134 Hektar großen Areals durch die B&O Parkgelände GmbH & Co. KG, einer Tochtergesellschaft der B&O-Wohnungswirtschaft, zur „Nullenergiestadt Mietraching“ umgestaltet.
Bereits im Laufe des Jahres 2008 wurden im Bereich „Technologiepark“ einige Firmen angesiedelt, Seit dem Jahr 2009 findet auf dem Gelände jährlich das Echelon-Festival statt.

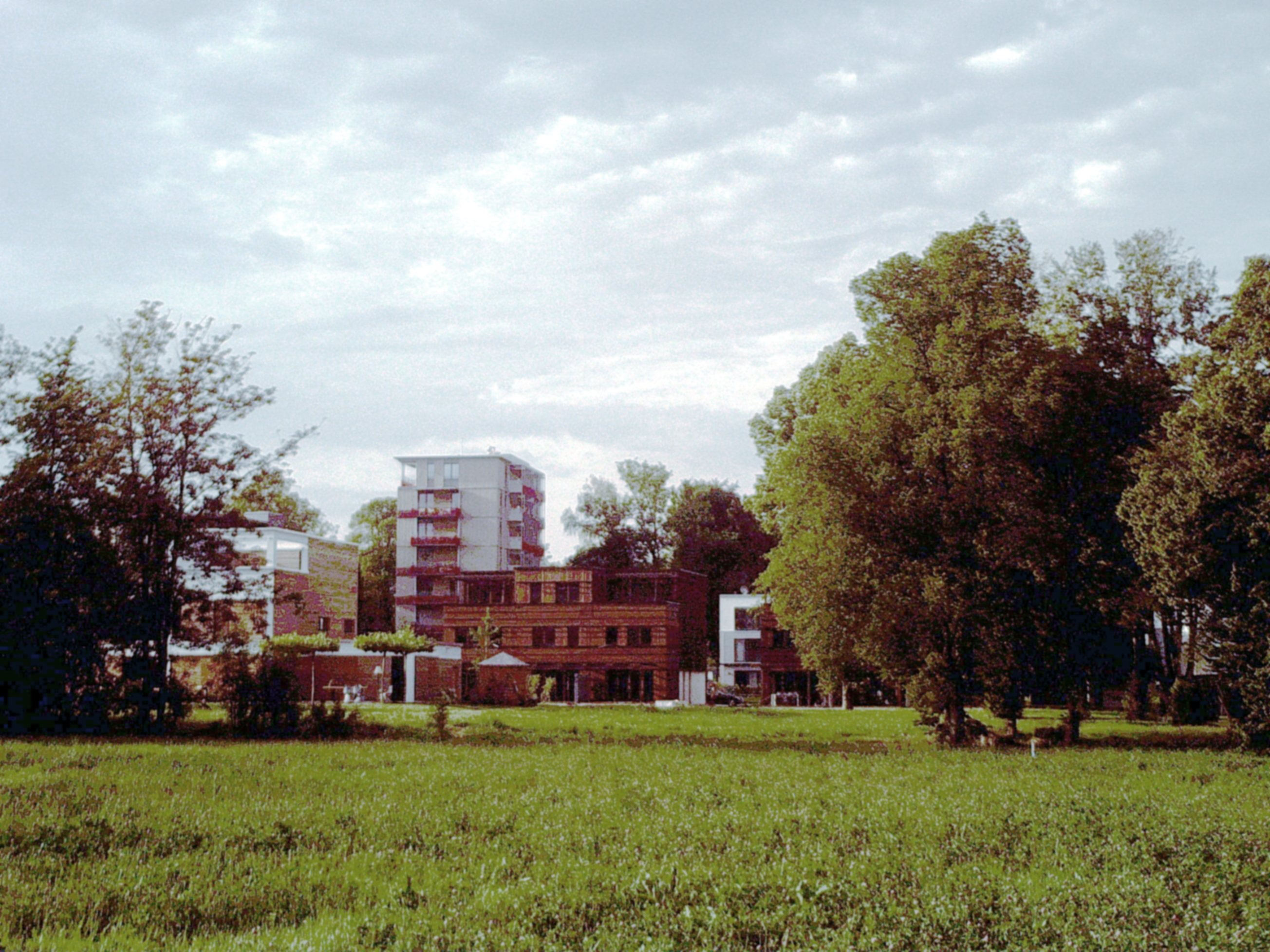
Holzhochbauten der Nullenergiestadt Mietraching
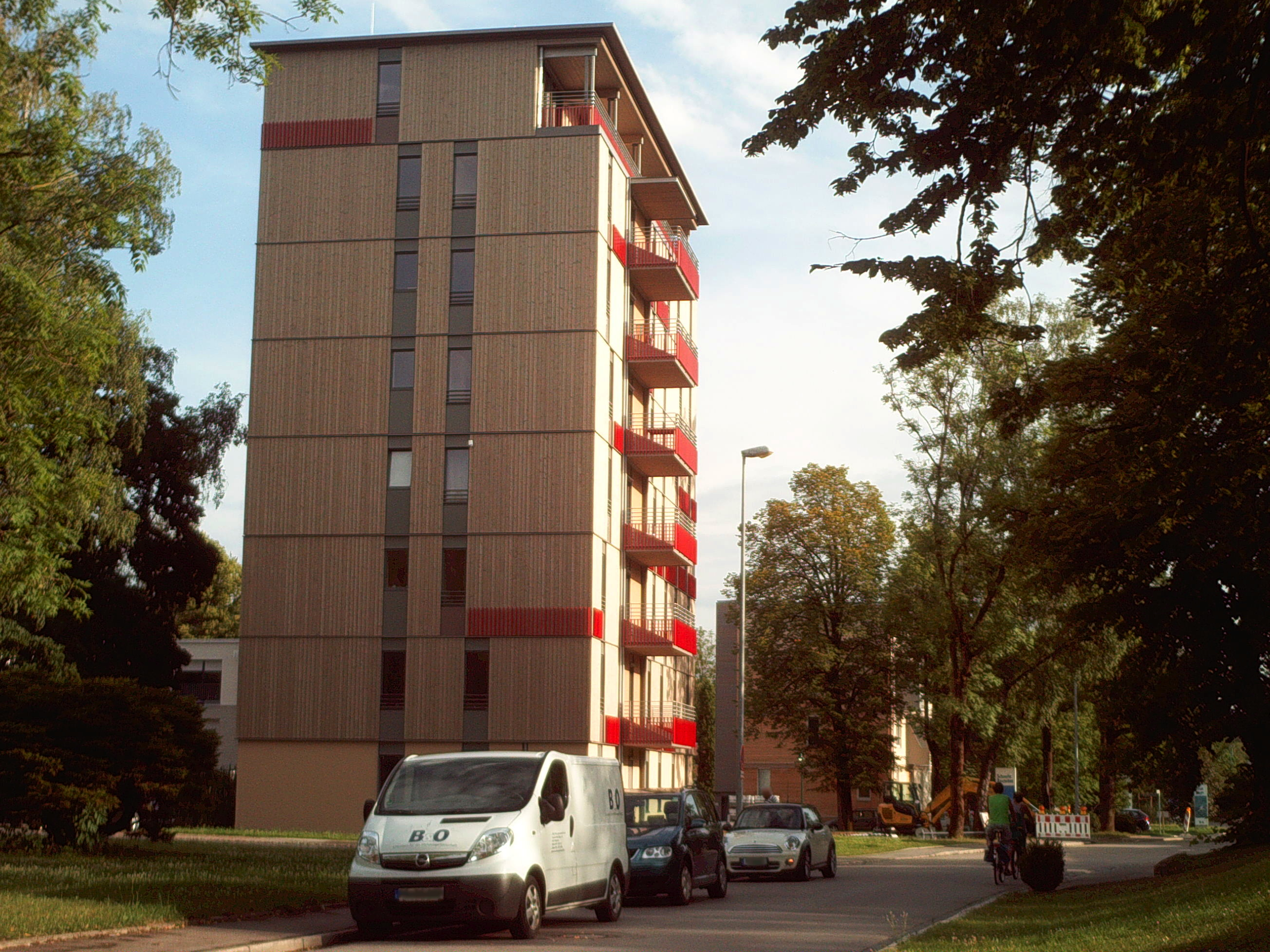
Holzhaus H8
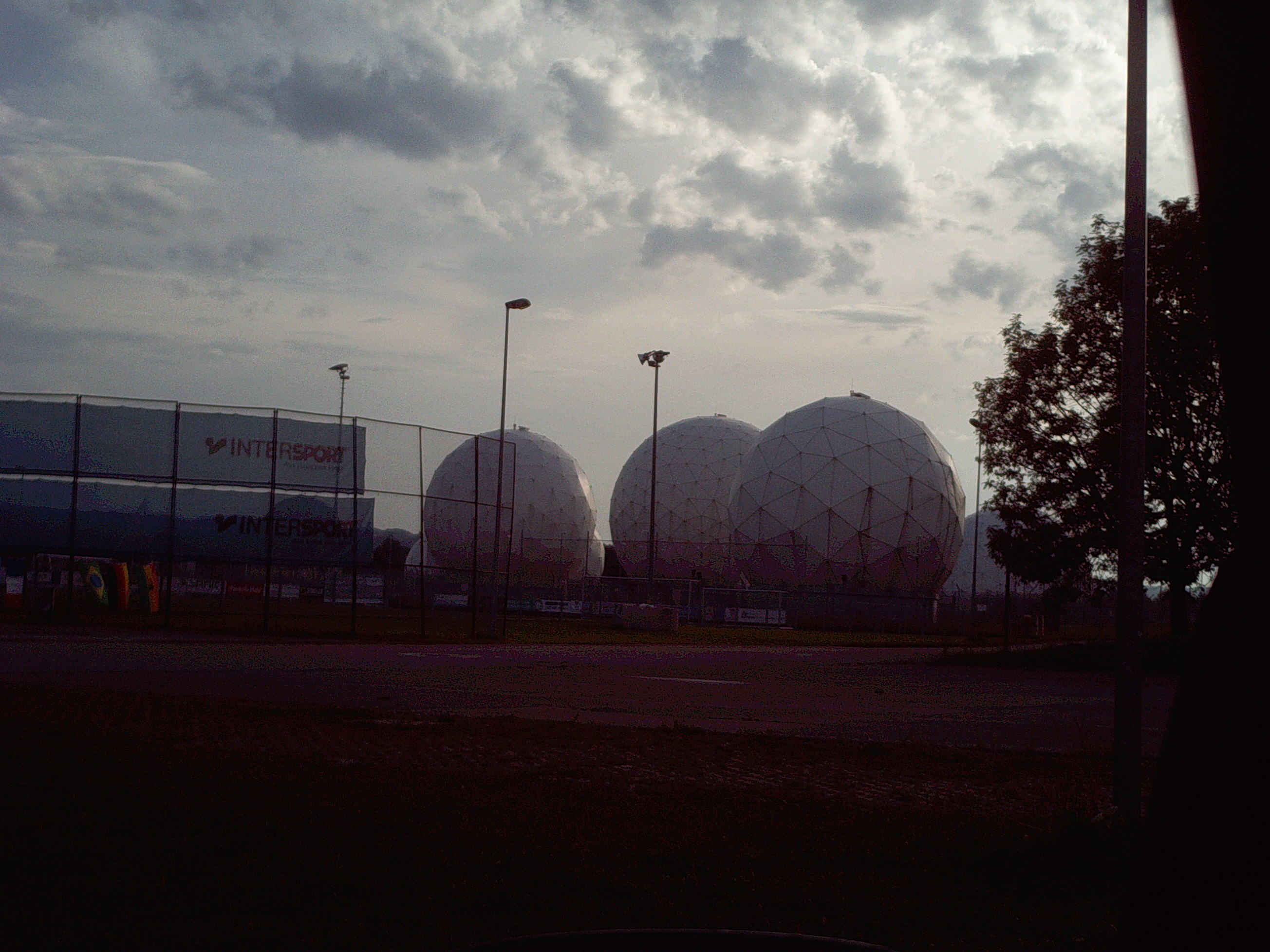
Radome der Bad Aibling Station hinter einem Sportplatz der Nullenergiestadt